# Котово
Котово (рос. Котово) — місто у Котовському районі Волгоградської області Російської Федерації. Адміністративний центр Котовського району.
Населення становить 21 780 особу. Входить до складу муніципального утворення міське поселення місто Котово.

## Історія
Населений пункт розташований у межах українського історичного та культурного регіону Жовтий Клин.
Згідно із законом від 22 грудня 2004 року № 974-ОД органом місцевого самоврядування є міське поселення місто Котово.

## Населення
| 1959    | 1967    | 1970    | 1979    | 1989    | 1992    | 1996    |
| ------- | ------- | ------- | ------- | ------- | ------- | ------- |
| 7175    | ↗17 000 | ↗20 553 | ↗23 059 | ↗25 360 | ↗26 300 | ↗28 000 |
| 1998    | 2000    | 2001    | 2002    | 2003    | 2005    | 2006    |
| ↗28 400 | ↗28 600 | ↘28 400 | ↘26 763 | ↗26 800 | ↘26 300 | ↘26 000 |
| 2007    | 2008    | 2009    | 2010    | 2011    | 2012    | 2013    |
| ↘25 800 | ↘25 600 | ↘25 357 | ↘24 115 | ↘24 100 | ↘23 819 | ↘23 614 |
| 2014    | 2015    | 2016    | 2017    | 2018    | 2019    |         |
| ↘23 268 | ↘22 909 | ↘22 707 | ↘22 450 | ↘21 990 | ↘21 780 |         |